# La Grimaudière
La Grimaudière – miejscowość i gmina we Francji, w regionie Nowa Akwitania, w departamencie Vienne.
Według danych na rok 1990 gminę zamieszkiwało 459 osób, a gęstość zaludnienia wynosiła 24 osób/km² (wśród 1467 gmin regionu Poitou-Charentes La Grimaudière plasuje się na 583. miejscu pod względem liczby ludności, natomiast pod względem powierzchni na miejscu 427.).